# Emerich Coreth
Emerith Coreth (Raabs an der Thaya, 10 agosto 1919 – Innsbruck, 1º settembre 2006) è stato un presbitero, teologo e filosofo austriaco dell'Ordine dei Gesuiti.
Stretto collaboratore di Karl Rahner, fu un rinomato neotomista del XX secolo. 
Insieme a Joseph Maréchal, Karl Rahner e Bernard Lonergan, fu uno dei più illustri esponenti del tomismo trascendentale. Cercò di stabilire una metafisica in dialogo con Immanuel Kant e con la filosofia contemporanea, acquisendo notorietà soprattutto per le sue opere di storia della filosofia, che trattano in modo oggettivo il pensiero dal XVII al XX secolo.

## Biografia
Emerich Coreth fu il più giovane dei tre figli del conte Emmerich von Coreth zu Coredo und Starkenberg (1881-1947) e della contessa Magdalena Matz von Spiegelfeld (1888-1973). Sua sorella Anna Coreth (1915-2008) fu direttrice dell'Archivio di Stato Austriaco.
Coreth trascorse la giovinezza a Vienna e divenne gesuita nel 1937. A causa del servizio militare durante la Prima guerra mondiale dovette interrompere gli studi in filosofia e teologia a Pullach. In seguito, proseguì gli studi a Innsbruck, dove conseguì in teologia il dottorato nel 1948. Nel 1950 ottenne un altro dottorato in filosofia alla Pontificia Università Gregoriana. Qui collaborò al Collegio Germanico-Ungarico. Dal 1950 insegnò presso la Facoltà teologica cattolica dell'Università di Innsbruck e, dal 1955 fino al suo pensionamento nel 1989, come professore ordinario di filosofia cristiana. Nel '55 fu nominato presidente dell'Institutum Philosophicum Oenipontanum e capo dell'Istituto per la Filosofia Cristiana interno alla Facoltà Teologica.
Nel 1957/8 fu decano di quest'ultima; dal 1961 al 1967, Coreth fu rettore del Collegio dei Gesuiti di Innsbruck e, dal 1969 al 1971, rettore dell'università locale. In tale veste, nel 1972 tenne il discorso di apertura al Congresso della Kösener Senioren-Convents-Verbands a Würzburg.
Dal 1972 al 1977 fu il provinciale della provincia austriaca dei Gesuiti.
Dal 1967 era stato membro della confraternita studentesca cattolica KÖHV Leopoldina Innsbruck in seno all'Österreichischer Cartellverband.

## Filosofia
Coreth si specializzò in metafisica, antropologia filosofica e storia della filosofia. Fu uno dei filosofi che cercarono di recuperare in modo personale ed originale la metafisica di Tommaso d'Aquino attraverso il metodo trascendentale introdotto da Joseph Maréchal.
In particolare, Coreth e altri teologi cercarono di far rivivere la metafisica del realismo (metafisica aristotelico-tomista) e affrontarono il fallimento della filosofia kantiana utilizzando i suoi presupposti.
Una delle opere più importanti di Coreth fu Metaphysik. Questo libro confutava critici come Etienne Gilson il quale sosteneva che la svolta del tomismo trascendentale dei non poteva che portare al fenomenismo o all'idealismo.
Coreth sosteneva che la metafisica, invece di perseguire un obbiettivo, dovesse avere solo una funzione soggettiva, perdendo il suo fondamento nell'Essere. tuttavia, lo stesso Coreth affermò:
Egli basò la sua metafisica sulla capacità umana di porre domande e sulle "condizioni di possibilità" delle stesse (che ottenevano una chiarificazione grazie al metodo trascendentale di Maréchal).

## Riconoscimenti
Per il suo lavoro ricevette diverse onorificenze, anche al di fuori dell'ambito accademico, come la Grande Decorazione d'onore in oro per i servizi resi alla Repubblica d'Austria (1970), la Decorazione d'onore della Provincia del Tirolo (1972) e il Premio Cardinale Innitzer (1988). Nel 1993 fu insignito del Premio statale tirolese per la scienza.

## Opere
- Das dialektische Sein in Hegels Logik. Wien: Herder 1952
- Grundfragen des menschlichen Daseins. Innsbruck; Wien; München: Tyrolia 1956
- Metaphysik: Eine methodisch-systematische Grundlegung. Innsbruck; Wien; München: Tyrolia 1961
- Grundfragen der Hermeneutik: Ein philosophischer Beitrag. Freiburg i. Br.; Basel; Wien: Herder 1969
- Was ist der Mensch?: Grundzüge einer philosophischen Anthropologie. Innsbruck, Wien, München: Tyrolia 1973, ISBN 3-7022-1098-9
- cin Harald Schöndorf: Philosophie des 17. und. 18. Jahrhunderts. Stuttgart u. a.: Kohlhammer 1983, ISBN 3-17-008030-X
- con Peter Ehlen und Josef Schmidt: Philosophie des 19. Jahrhunderts. Stuttgart u. a.: Kohlhammer 1984, ISBN 3-17-008031-8
- Vom Sinn der Freiheit. Innsbruck; Wien: Tyrolia 1985, ISBN 3-7022-1560-3
- con Peter Ehlen, Gerd Haeffner e Friedo Ricken: Philosophie des 20. Jahrhunderts. Stuttgart u. a.: Kohlhammer 1986, ISBN 3-17-008462-3
- (Hg.): Christliche Philosophie im katholischen Denken des 19. und 20. Jahrhunderts. 3 Bde. Graz; Wien; Köln: Styria 1987–1990
- Grundriss der Metaphysik. Innsbruck; Wien: Tyrolia 1994, ISBN 3-7022-1951-X
- Die Theologische Fakultät Innsbruck: ihre Geschichte und wissenschaftliche Arbeit von den Anfängen bis zur Gegenwart.  Innsbruck: Leopold-Franzens-Univ. 1995, ISBN 3-901249-26-5
- Beiträge zur christlichen Philosophie. Hrsg. von Christian Kanzian. (Bibliogr. E. Coreth S. 409–415) Innsbruck; Wien: Tyrolia 1999, ISBN 3-7022-2257-X
- Gott im philosophischen Denken. Stuttgart u. a.: Kohlhammer 2001, ISBN 3-17-016723-5